# Vangaindrano
Vangaindrano est une commune urbaine malgache, chef-lieu du district de Vangaindrano, située dans la partie est de la région d'Atsimo-Atsinanana.

## Géographie
La ville se situe à vingt kilomètres de la côte est de Madagascar, à 75 km au sud de Farafangana. Elle est traversée par la route nationale 12 et la rivière Mananara.
Le Parc national de Midongy du sud se trouve à 90 km de Vangaindrano et la réserve spéciale de Manombo à mi-chemin entre Farafangana et Vangaindrano.

## Démographie
L'ethnie principale de la région sont les Antesaka. 

## Économie
La commune est la première ville productrice de girofles, café et poivres de la région du sud-est[réf. nécessaire].
La ville possède le petit aéroport de Vangaindrano.

## Sport
L'équipe de football de Vangaindrano, le FCCM Vangaindrano, joue dans la THB Champions League - Groupe B[Quand ?].

## Personnalités liées à la commune
- Fanodira Isandratry, magistrat de formation (diplômé de l'université d'Aix-en-Provence), ministre de Transport, député et maire de Vangaindrano, Mpanjaka et Lonaky, PDG de Tranombarotra Vatsy
- Le père Pedro Opeka, fondateur de l'association Akamasoa, fut curé de la paroisse durant quatorze ans (1975-1989).
- Le père Be Jean Réné (1954-2024), fils  aîné du roi Ngay (Mpanjaka Zafimananga), qui était le premier prêtre d'origine Antesaka